# فرانک وانگ
فرانک وانگ (انگلیسی: Frank Wang؛ زادهٔ ۱۹۸۰ (۴۴–۴۵ سال)) مهندسی هوافضا، اهل چین است. وی موسس و مدیر عامل شرکت DJI است.